# Dierla
Dierla é um gênero de mariposa pertencente à família Acrolophidae.